# Sociaal Links
Sociaal Links is een lokale politieke partij in de Nederlandse gemeente Dantumadeel (provincie Friesland). De partij is in 2017 opgericht als samenwerkingsverband van PvdA, GroenLinks en sympathisanten van de SP.

## Raadszetels
Bij de gemeenteraadsverkiezingen van 2018 haalde de partij 3 zetels. Sindsdien maakt Sociaal Links deel uit van het college van B&W. 